# Компен
Компен (фр. Compains) насеље је и општина у централној Француској у региону Оверња, у департману Пиј де Дом која припада префектури Исоар.
По подацима из 2011. године у општини је живело 148 становника, а густина насељености је износила 2,95 становника/km². Општина се простире на површини од 50,16 km². Налази се на средњој надморској висини од ? метара (максималној 1.358 m, а минималној 840 m).

## Демографија
| 1962. | 1968. | 1975. | 1982. | 1990. | 1999. | 2011. |
| ----- | ----- | ----- | ----- | ----- | ----- | ----- |
| 291   | 337   | 261   | 237   | 207   | 162   | 148   |

График промене броја становника у току последњих година